# Seth Green
Seth Benjamin Green (tên khai sinh: Seth Benjamin Gesshel-Green; sinh ngày 8/2/1974) là nam diễn viên, nghệ sĩ hài, đạo diễn, nhà sản xuất người Mỹ. Anh từng tham gia các phim như: It, Airborne, The Italian Job, Party Monster, Can't Hardly Wait, Scooby-Doo 2: Monsters Unleashed, Without a Paddle và sê-ri Austin Powers.